# Carola Ortiz
Carola Ortiz (Tarrasa, 15 de marzo de 1986) es una cantante, clarinetista,
compositora, percusionista e investigadora musical activa en las escenas del jazz, la canción, el folklore y las músicas del mundo.

## Trayectoria artística
Inicia sus estudios musicales a los 7 años en el Conservatorio de Tarrasa (clarinete) y, a los 18, al tiempo que empieza a abrirse camino en la escena del jazz tocando y cantando junto a su padre, también músico de jazz, inicia estudios en el Taller de Músics de Barcelona. En 2010 obtiene el grado superior en la ESMUC.
En 2016 edita su primer disco como compositora, titulado Sirin. El trabajo, que reúne a músicos de jazz, flamenco, música brasileña y  folklore argentino de la escena de Barcelona, es doblemente nominado como “Mejor Álbum de Jazz Vocal” y como “Mejor Álbum de Debut” en los Independent Music Awards (IMAs) de Nueva York (2017).
En 2017 es invitada a participar en el “India International Guitar Festival” (Calcuta) por el músico Debashish Bhattacharya. Fruto de esta experiencia, Carola participará en el primer álbum de Anandi Bhattacharya (hija del músico), titulado “Joys Abound”  en el que se incluye el tema “Flor de Pluja” compuesto e interpretado por Carola Ortiz. Esta experiencia supone el inicio de su relación con la cultura musical de la India que inspirará su segundo disco: Spirala (2018).
El álbum cuenta con la participación de músicos de las escenas de Barcelona, Berlín y la India.
El 2021 publica su primer disco cantado íntegramente en catalán titulado Pecata Beata (Segell Microscopi, 2021). 
En este nuevo trabajo, la artista egarense, pone música a una colección de poemas de escritoras catalanas como Montserrat Abelló, Mercè Rodoreda, Víctor Català, Carme Guasch y Anna Gual, entre otras, para celebrar, a través de sus versos, el universo femenino de su tierra y gana el premio Calàndria 2021, otorgado por la revista cultural Núvol, como mejor disco de canción. 
En 2023 publica el disco titulado Cantareras, que recoge canciones del folklore ibérico revisionadas contemporáneamente con electrónica, jazz e instrumentos medievales. El disco cuenta con la colaboración de Eliseo Parra, Xabier Díaz e Adufeiras de Salitre y Rosario La Tremendita y es seleccionado entre los mejores discos World Music Charts Europe de 2024.
En el ámbito teatral ha participado en las obras "El Curiós Incident del Gos a Mitjanit" como clarinetista (2016) y “e.v.a.” como cantante principal (2017)
ambas con música compuesta por Marco Mezquida y dirigidas por Julio Manrique.
En el ámbito audiovisual, ha creado la música original para el documental Teixint Somnis dirigido por Alfons Par, una coproducción de La Xarxa TV y la Diputació de Barcelona.
A nivel estatal ha colaborado con Joan Albert Amargós, Lluís Vidal, Xabier Díaz, Refree, Marco Mezquida, Marina Rossell, Roger Mas, y la cantaora Rocío Márquez y ha formado parte de los conjuntos Los Moussakis (fusión jazz y música tradicional balcánica) y Coetus (orquesta de percusión ibérica). Ha sido, además, artista residente de la asociación Gràcia Territori Sonor, invitada por su creador, el músico y escritor Víctor Nubla.
En enero de 2020 Carola presenta su música en Norteamérica, actuando, entre otros, en el “4th Mediterranean Jazz Festival” de Nueva York. 
En febrero de este mismo año, participa en una extensa gira por la India presentando “The Crossover Project” (proyecto conjunto con la cantante y percusionista india Charu Hariharan) con el que sigue girando en 2025 y que se transforma en Alma Trio.
En 2025 es nombrada directora musical del proyecto Ensemble Mediterrània que reúne a músicos de diferentes países y religiones presentes en el Mediterráneo con el que innauguran el "Festival Jordi Savall 2025". El proyecto es creado por el Institut Europeu de la Mediterrània (IEMed) y Neandertal Records.

## Discografía

### En solitario
- Cantareras (Microscopi, 2023)
- Pecata Beata  (Microscopi, 2021)
- Spirala (Discmedi, 2018)
- Sirin (TempsRecord, 2016)

### Documentales
- Teixint Somnis (La Xarxa, 2024) [composición y música]

### Colaboraciones (selección)
- Eclipsi - Míriam Farré (2024)
- Listen - Quentin Kayser (2024)
- Una casa - Ana Rossi (2023)
- Diacrónico - Eliseo Parra (2022)
- Har Har Mahadeva - Charu Hariharan [Single] (2021)
- Aire! - Caamaño & Ameixeiras (2021)
- Raat Subah Si - Viveick Rajagopalan [Single] 2021
- De banda a banda - Coetus (2018)
- Joys Abound - Anandi Bhattacharya (2018)
- Ramona - Minimal Hits (Nuevas Musicas Colombianas, 2015)
- Um Segundo - Jurandir Santana (2015)
- Unplugged - AxisOrca (Whatabout Music, 2014)
- Axis - AxisOrca (Whatabout Music, 2013)
- Tudo por um ocaso - Rogério Botter Maio (Gero Records, 2008)
- 5 de swing - (Temps Record, 2008)

### Teatro
- El Curiós Incident del Gos a Mitjanit (Teatre Lliure, 2016) [clarinete]
- E.V.A (T de Teatre, 2017) [voz]
- Partícules (voz solista) -  Música de Lluís Vidal y texto de Sergi Belbel (2017)